# Damavand
Il monte Damāvand (in persiano دماوند‎) conosciuto anche come Demavend e Donbavand, è un vulcano quiescente situato nell'Iran settentrionale.

## Descrizione
Posto al centro della catena montuosa dell'Elburz, il Damāvand è la cima più alta dell'Iran e di tutto il Medio Oriente. È delimitato a nord dalle coste meridionali del Mar Caspio, nella regione del Mazandaran, 66 km a nordest di Teheran. Vi sono numerose sorgenti termali nell'area, le più importanti: Larijan Thermal Springs e Abe Garm Larijan, queste ultime vicine al centro di Rineh.

## Storia
Dopo la battaglia di Kishtan (743 a.C.), e la sconfitta inflitta al sovrano Sarduri d'Armenia del regno di Urartu, il re assiro Tiglat-pileser III si spinse fino al monte Biknu, denominato anche «montagna di lapislazzuli», che verosimilmente è appunto il Demāvand    .